# Wappen der Stadt Tanna
Das Wappen der Stadt Tanna ist ein Hoheitszeichen der Stadt Tanna im Saale-Orla-Kreis im thüringischen Vogtland.

## Blasonierung
Die Blasonierung lautet wie folgt:

„In schwarz auf grünem Rasen vorn ein goldener Löwe, hinten eine silberne Tanne.“

Der Löwe ist rechtsgewendet. Die Stadt Tanna regelt das Wappen in §2 Abs. 2 der Hauptsatzung heraldisch inkorrekt wie folgt:

„Oben eckig - unten abgerundet, Hintergrund oben 2/3 schwarz, 
unten 1/3 grün (Wiese) auf Schnittlinie (schwarz/grün) rechts Tanne (weißsilbrig), links stehender Löwe (gelbgold) mit Rücken zur Tanne.“

## Geschichte und Begründung

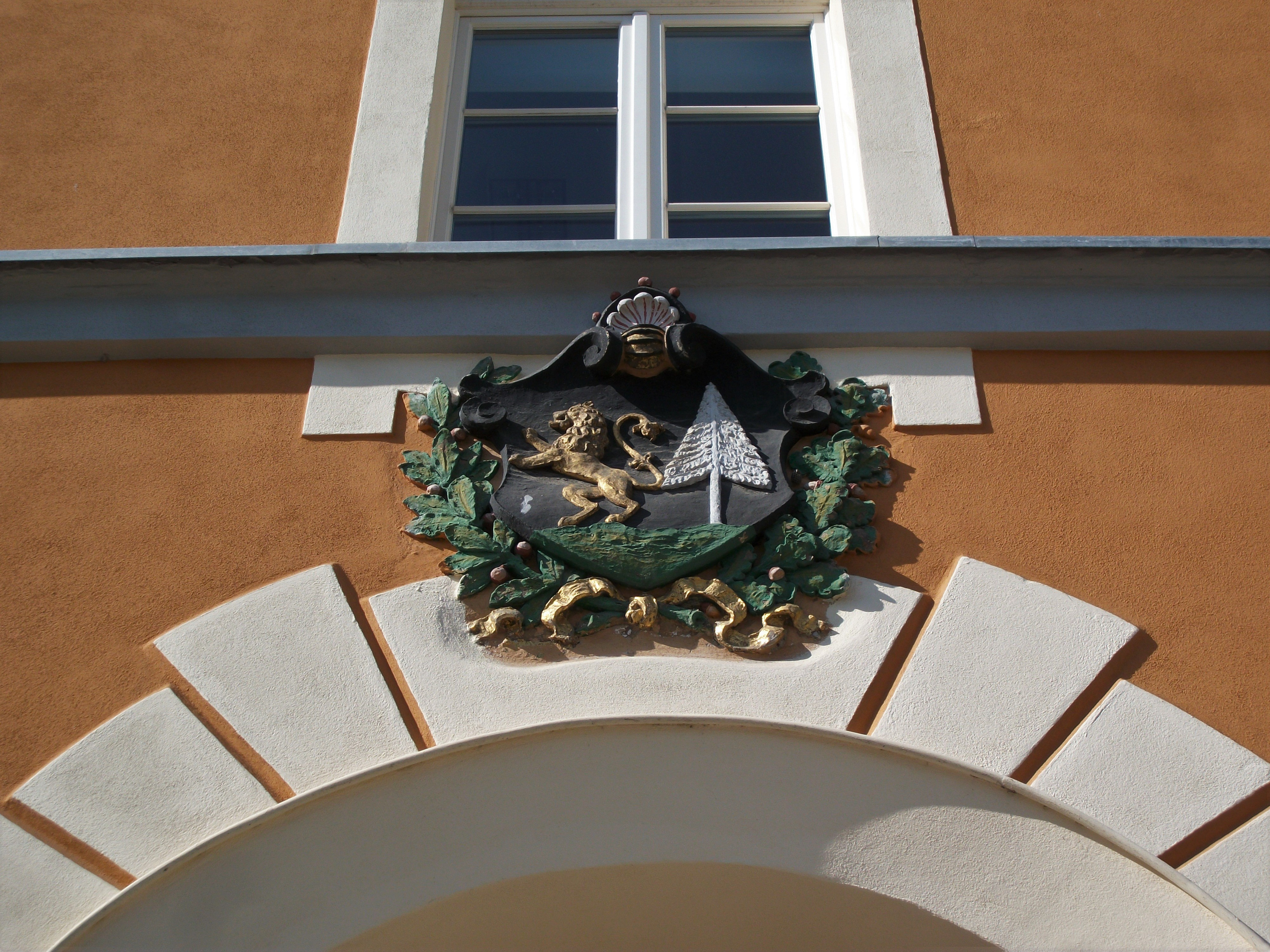
Wappen am Rathaus

Das bis heute kaum veränderte Wappen von Tanna wird in der Stadtchronik erstmals 1514 erwähnt.
Die Tanne ist ein redendes Element für den Stadtnamen. Der Löwe ist ein Verweis auf die Vögte von Weida, Gera und Plauen und das Fürstentum Reuß jüngerer Linie, dessen Wappen in Teilen auf das der Vögte zurückgeht.

## Flagge und Dienstsiegel
Die Flagge der Stadt ist in den Stadtfarben Schwarz-Gelb-Grün gehalten.
Das Dienstsiegel ist wie folgt beschrieben: Durchmesser 40 mm, in der Mitte das Wappen der Stadt Tanna mit der bogenförmigen Umschrift „- Stadt Tanna -“ (oben) und „- Thüringen -“ (unten). Die Führung des Dienstsiegels obliegt dem Bürgermeister, der weitere Stadtbedienstete mit der Führung des Siegels betrauen kann.

## Belege
1. ↑  Stadt Tanna: Hauptsatzung der Stadt Tanna. 13. Mai 2019, abgerufen am 28. September 2023.
2. ↑  Hartmut Ulle: Neues Thüringer Wappenbuch. Band 2: Ilmkreis, Jena, Kyffhäuserkreis, Saale-Orla-Kreis, Saalfeld-Rudolstadt (Landkreis), Schmalkalden-Meiningen (Landkreis), Suhl. 2., veränderte, überarbeitete Auflage. Arbeitsgemeinschaft Genealogie Thüringen, Erfurt 1997, ISBN 3-9804487-2-X, S. 44.
3. ↑  §2 (2) Hauptsatzung
4. ↑  §2 (4) Hauptsatzung
5. ↑  §2 (5) Hauptsatzung